# Phare de Faraman
Le phare de Faraman est situé au sud-est de la Camargue, à une dizaine de kilomètres de Salin-de-Giraud, sur la rive gauche de l'embouchure du Vieux Rhône.
Le phare est entouré d'étangs et de marais, à l'ouest des marais salants, près d'une digue à la mer. Le phare se situe dans le parc naturel régional de Camargue où l'on peut admirer de nombreux oiseaux sauvages comme les flamants roses, habitants des lieux.
Depuis le 21 juin 2012, le phare est inscrit au titre des monuments historiques.

## Historique
En 1830, un premier feu fixe blanc est posé sur une tour provisoire en bois de 15 m de hauteur. En 1840, un feu fixe blanc de premier ordre est installé sur une tour cylindrique avec soubassement de 36,50 m de hauteur (élévation de 38 m au-dessus de la mer). Mais la mer gagne inexorablement sur ses digues de sable : en 1835, le phare était à 675 m du rivage, en 1841, il n'est plus qu'à 420 m. En 1860, l'érosion et le recul se stabilise un peu ; le phare n'est plus qu'à 250 m de la mer, et en 1864, à 190 m.
En 1868, on y adjoint un petit feu fixe blanc pour éviter de le confondre avec le phare de l'Espiguette. Mais des erreurs de reconnaissance restent nombreuses et le phare de Faraman est trop souvent confondu avec le phare du Grand Rouveau

Reconstruction du phare de Faraman – Étude.

L'étude d'un projet pour un autre phare est lancé. Le sémaphore, construit en avant de celui-ci est abandonné en 1873. En 1892, le phare actuel est construit à 1 200 m en arrière de l'ancien phare détruit par l'avancée de la mer.

## Phare actuel
Le phare est une tour de forme tronconique, haute de 43,3 m (Hauteur du plan focal-au dessus du sol: 38,3 m). C'est un des plus hauts phares méditerranéens. C'est une construction en pierres, élargie à la base, et possédant un encorbellement au sommet. Feu d'origine à vapeur de pétrole, il est tenu par deux gardiens titulaires logeant avec leurs familles.
En 1934, la maçonnerie lisse est peinte de six bandes horizontales, alternées blanches et noires.
Il est remis en service après guerre le 7 février 1947 et fait l'objet d'une restauration à la suite des dommages occasionnés durant la Seconde Guerre mondiale.  
En 1967, il est utilisé comme lieu de tournage d'une scène du film Le Petit Baigneur de Robert Dhéry avec Louis de Funès.
En 1972, il est doté d'un aérogénérateur. En 1999, il est automatisé. En 2004, il n'est plus gardienné. En 2019, le phare est "solarisé".